# 零式艦上戦闘機の派生型
零式艦上戦闘機の派生型（れいしきかんじょうせんとうきのはせいがた）では、太平洋戦争を通して大日本帝国海軍（以下、海軍）の主力戦闘機として生産された零式艦上戦闘機（以下、零戦。零戦の概要については左項を参照のこと）の派生型について各型ごとに説明する。なお性能諸元の各値や武装は主に参考文献に拠るが、必ずしも各型の同一機体におけるものではなく、都合上元のデータ表からの再アレンジを行っていることに留意されたい。

## 零戦一一型系統

### 十二試艦上戦闘機（1号機・2号機）（A6M1）
海軍から提示された「十二試艦上戦闘機計画要求書」に基づいて作られた零戦の試作1号機は1939年3月に完成、4月には初飛行している。実物模型段階で中島飛行機製の栄にエンジンを変更するよう海軍より指示されたため、当初選定の三菱製の瑞星一三型（離昇780hp）は試作1号機及び2号機のみの搭載となった。当初は2翅プロペラを装備していたが、試験中に発生したプロペラ振動の解決のため、途中で3翅プロペラに取り替えられた。なお大迎角時に錐もみに陥りやすいことが風洞実験で明らかになったため、1，2号機は垂直尾翼に下びれを付け、試作3号機以降は垂直尾翼を後退すると共に水平尾翼の位置を変更している。
試験は順調に進み、エンジンを栄一二型（離昇940hp）に換装した3号機以降も次々と海軍に納入された。しかし、1940年3月に2号機がプロペラ過回転の原因を究明する実験中に空中分解事故を起こし、パイロットは脱出には成功したものの、降下中にパラシュートが離れて殉職した。直接の原因はマスバランスの折損による昇降舵のフラッターと推測された。
なお、十二試艦戦は計画要求書交付の時点では中島にも発注されていた（A6N1）。中島は内示段階ではいくつかの案や技術資料を海軍に提出しているものの、検討段階で試作を辞退しており、具体的な形にはなっていない。

### 零戦一一型（A6M2a）
3号機以降は栄一二型を搭載しており、その試作3号機から8号機を含めた合計64機が製作された。3翅プロペラを装備しているが、着艦フックは装備されていない。
昭和15年7月、当時未採用だった本機の内、9号機からの計40機が、漢口基地に防空戦闘機として配備される事となり、現地において残された問題を解決した同月に「零式一号艦上戦闘機一型」として制式採用されるが、昭和17年の類別変更により一般的に知られている「一一型」に変更となっている。
漢口基地に配備された一一型は、当初の目的どおり重慶へ爆撃を行っていた爆撃機の援護機として活躍、昭和15年9月13日に重慶上空で初空戦を行い、日本側の記録ではI-15とI-16で構成された中華民国軍戦闘機27機を零戦13機が無損失で全機撃墜したという伝説的戦果を報じている（ただし実際の中華民国軍機はI-15・25機とI-16・9機の計34機で、被弾・被撃墜あわせて24機だった）。この頃、中華民国軍で軍事顧問を務めていたアメリカ陸軍のクレア・リー・シェンノートは零戦の脅威にいち早く気づいて本国にその能力に関する報告を送っていたが、「日本にそれほど優秀な戦闘機を作れる技術があるはずがない」としてほとんど相手にされなかったと言われている（但し、太平洋戦争中盤以降に零戦を苦しめたサッチ・ウィーブは、アメリカ海軍のサッチ少佐が開戦前にシェンノートのレポートを読んで感じた「日本軍新型戦闘機の性能がこのレポートの半分でもあれば、アメリカ海軍の戦闘機では対抗しがたい」という危機感から考案されている）。

### 零戦二一型（A6M2b）

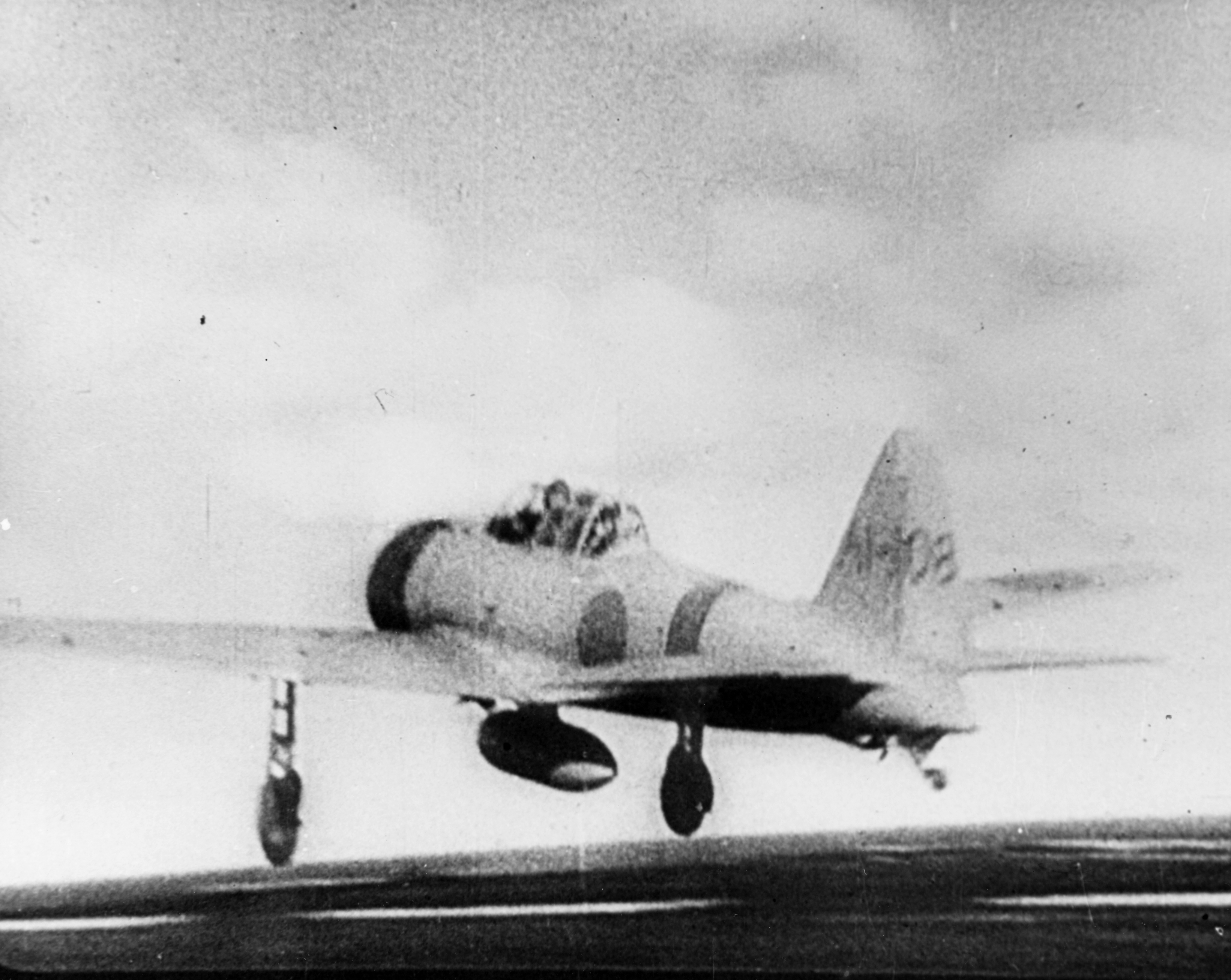
真珠湾に向け赤城を発艦する零戦二一型

二一型は一一型を基に空母への搭載を前提として本格的に量産された型である。一一型同様、採用当時の制式名称は「零式一号艦上戦闘機二型」だった。零戦の翼幅12mは空母のエレベーター寸法を考慮して決められていたが、実際に運用してみると不都合が多く（翼端がエレベーターに当たるため斜めに載せなければならないなど）、翼端を50cmずつ折り畳める機能が追加された他、一一型では省略されていた着艦フックや無線帰投方位測定器といった艦上機用装備も追加された（着艦フックや無線帰投方位測定器は一一型の後期生産18機も装備または装備可能になっている）。真珠湾攻撃を始めとする太平洋戦争の緒戦に実戦投入され、その長大な航続距離と卓越した運動性能、20mm機銃2挺の大火力はアメリカ軍に衝撃を与え、当時の日本軍の快進撃と相まって多くの零戦伝説を生み出すこととなった。開戦直前に起きた下川事件の対策として主翼強度を増す設計変更が行われた結果、採用当初には509.3km/hだった最高速度が533.4km/hにまで向上している。生産数は三菱製が740機、昭和19年春まで生産された中島製（ライセンス生産）が2,821機であった。

### 零戦一一型系統の性能諸元
| 型名         | 十二試艦上戦闘機（1号機・2号機）                                                          | 零戦一一型                                                                                | 零戦二一型                                                                                             |
| ------------ | ----------------------------------------------------------------------------------------- | ----------------------------------------------------------------------------------------- | --- |
| 機体略号     | A6M1                                                                                      | A6M2a                                                                                     | A6M2b                                                                                                  |
| 全幅         | 12.0m                                                                                     | 12.0m                                                                                     | 12.0m                                                                                                  |
| 全長         | 8.79m                                                                                     | 9.05m                                                                                     | 9.05m                                                                                                  |
| 全高         | 3.49m                                                                                     | 3.53m                                                                                     | 3.53m                                                                                                  |
| 翼面積       | 22.44m²                                                                                   | 22.44m²                                                                                   | 22.44m²                                                                                                |
| 自重         | 1,652kg                                                                                   | 1,671kg                                                                                   | 1,754kg                                                                                                |
| 正規全備重量 | 2,343kg                                                                                   | 2,326kg                                                                                   | 2,421kg                                                                                                |
| 発動機       | 瑞星一三型（離昇780hp）                                                                   | 栄一二型（離昇940hp）                                                                     | 栄一二型（離昇940hp）                                                                                  |
| プロペラ     | ハミルトン定速３翅 直径2.90m                                                              | ハミルトン定速３翅 直径2.90m                                                              | ハミルトン定速３翅 直径2.90m                                                                           |
| 最高速度     | 490km/h（高度3,800m）                                                                     | 517.6km/h（高度4,300m）                                                                   | 533.4km/h（高度4,550m）                                                                                |
| 上昇力       | 5,000mまで6分15秒                                                                         | 6,000mまで7分27秒                                                                         | 6,000mまで7分27秒                                                                                      |
| 実用上昇限度 | 不明                                                                                      | 10,080m                                                                                   | 10,300m                                                                                                |
| 降下制限速度 | 不明                                                                                      | 不明                                                                                      | 629.7km/h                                                                                              |
| 燃料搭載量   | 不明                                                                                      | 胴体62L+翼内380L (正規) 胴体145L+翼内380L (過荷1) 胴体145L+翼内380L+増槽330L(過荷2)       | 胴体62L+翼内380L (正規) 胴体145L+翼内380L (過荷1) 胴体145L+翼内380L+増槽330L(過荷2)                    |
| 航続距離     | 不明                                                                                      | 3,502km (過荷2)                                                                           | 1,874km (正規) 2,222km または 全速30分+巡航1,433km (過荷1) 3,230km または 全速30分+巡航2,530km (過荷2) |
| 武装         | 九九式一号20mm機銃2挺（翼内・携行弾数各60発） 九七式7.7mm機銃2挺（機首・携行弾数各700発） | 九九式一号20mm機銃2挺（翼内・携行弾数各60発） 九七式7.7mm機銃2挺（機首・携行弾数各700発） | 九九式一号20mm機銃2挺（翼内・携行弾数各60発） 九七式7.7mm機銃2挺（機首・携行弾数各700発）              |
| 爆装         | 30kg爆弾2発 又は 60kg爆弾2発                                                              | 30kg爆弾2発 又は 60kg爆弾2発                                                              | 30kg爆弾2発 又は 60kg爆弾2発                                                                           |

## 零戦三二型系統

### 零戦三二型（A6M3）

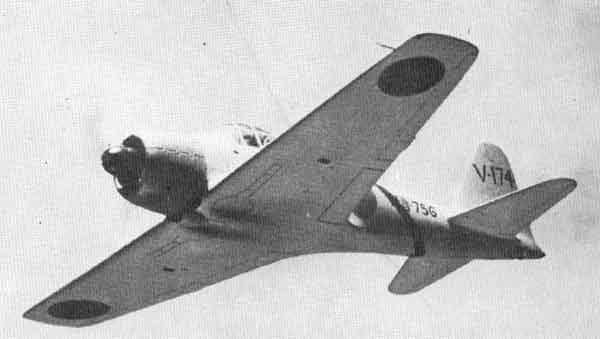
飛行中の零戦三二型

三二型は実用化後初の大規模な改修が施された性能向上型であり、1942年4月頃から量産が開始され、同年秋頃には実戦投入された。エンジンを2速過給機付きの栄二一型（離昇1,130hp）に換装し、二一型の主翼端の折り畳み部分を切り落としたように50cmずつ短縮している点が特徴である。二一型に比べてエンジン出力が向上すると共に過給機の変速数が2速となり、高高度での速度の向上が見込まれていた。また翼面積を減らすことで空気抵抗を抑え、速度と横転性能を向上させることも狙っていた。実際、速度・上昇力・上昇限度の各数値は二一型に比べて向上しており、急降下性能や横転性能も改善されている。また20mm機銃そのものは短銃身の一号銃ではあるものの、携行弾数を60発から100発に増やすことで武装強化が図られている（試験的に長銃身の九九式二号20mm機銃や二式30mm機銃に換装した機体も数機作られ、ラバウルに送られている）。しかし、配備初期はエンジンにトラブルが多く、また機体改修に伴う燃料タンク容積の削減により航続距離・航続時間が低下している（主翼短縮やエンジン換装は航続力低下にほとんど影響していない。ただし、角型の翼端は航空力学的に問題があり、設計副主任の曽根嘉年は未解決の問題として「翼端ヲ丸型ニ整形ス」と設計ノートのメモを残している。）。折りしも実戦配備時期が長大な距離を往復する航空作戦が中心となったガダルカナル攻防戦と重なってしまい、航続距離の減少が問題となった（二号零戦問題）ため、燃料搭載量を増した二二型の開発・配備が促進されたことから、期待を担って登場したにも関わらず、生産数は三菱での343機に留まった。但し、1942年秋までにブカ島やブーゲンビル島のブインに前進飛行場が整備されてからは航続距離の低下はほとんど問題にならなくなり、ブインからであれば三二型でもガダルカナル上空で空戦を一時間行っても帰還できるようになった。また1943年春に小福田租少佐が纏めた「戦訓による戦闘機用法の研究」には二号零戦は高速時の横転操作が軽快なので空戦で有利という記述がある。なお連合国軍での零戦のコードネームはZekeであったが、本型はその翼端の形状から零戦とは異なる機種と認識されたため、新たにHampというコードネームが与えられており、1943年6月付けの米海軍日本軍機識別帳では「南太平洋戦域において最も重要な戦闘機のひとつ」と評価されている。

### 零戦二二型（A6M3）

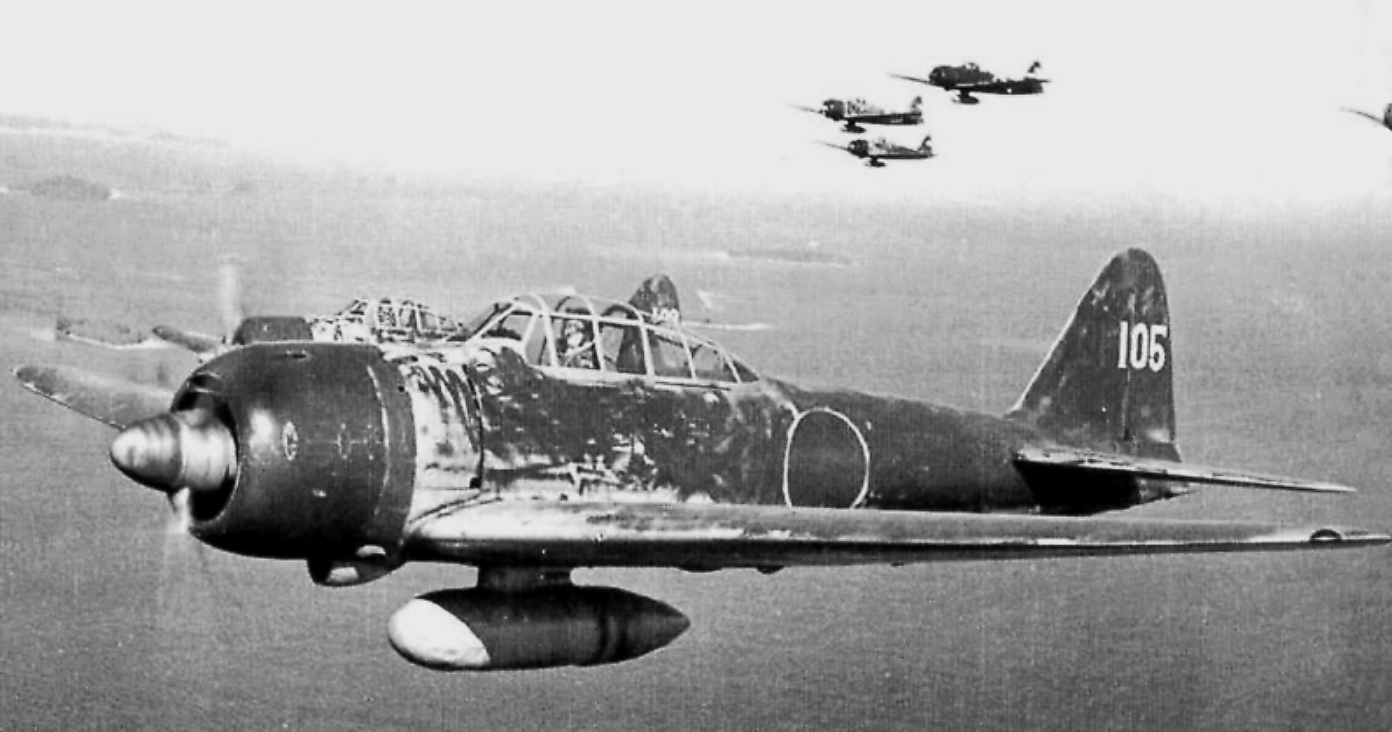
ソロモン諸島上空を飛ぶ零戦二二型

二二型は航続距離短縮という三二型の欠点を補うために急遽開発・生産された型で、1942年末から三菱のみで生産された。エンジンや胴体部分の基本設計は三二型と同一だが、翼内燃料タンク容量の増量による重量増加に対応するため、主翼を二一型と同じ翼幅に戻し、翼端折り畳み機構も復活した結果、急降下制限速度は低下している。中盤以降のソロモン諸島の戦いに投入されたが、その頃にはソロモン諸島に前進基地が設置されており、折角回復した航続距離も意義が薄れていた。武装強化型の二二甲型を含めた生産機数は560機だった。

### 零戦二二甲型（A6M3a）
二二甲型は20mm機銃を九九式二号三型に換装した型で、1943年の春頃から五二型の生産が始まる1943年8月まで生産された。以後に開発された型式の零戦も九九式二号銃が搭載されている。なお二二型及び二二甲型は、横転時の操舵力軽減を翼端短縮で対応していた三二型と異なり、下川事件の影響で二一型初期型以降では廃止されていた、補助翼バランスタブを復活させることによって対応している。

### 零戦三二型系統の性能諸元
| 型名         | 零戦三二型                                                                                 | 零戦二二型                                                                                 | 零戦二二甲型                                                                               |
| ------------ | ------------------------------------------------------------------------------------------ | ------------------------------------------------------------------------------------------ | ------------------------------------------------------------------------------------------ |
| 機体略号     | A6M3                                                                                       | A6M3                                                                                       | A6M3a                                                                                      |
| 全幅         | 11.0m                                                                                      | 12.0m                                                                                      | 12.0m                                                                                      |
| 全長         | 9.121m                                                                                     | 9.121m                                                                                     | 9.121m                                                                                     |
| 全高         | 3.57m                                                                                      | 3.57m                                                                                      | 3.57m                                                                                      |
| 翼面積       | 21.54m²                                                                                    | 22.44m²                                                                                    | 22.44m²                                                                                    |
| 自重         | 1,807kg                                                                                    | 1,863kg                                                                                    | 1,871kg                                                                                    |
| 正規全備重量 | 2,535kg                                                                                    | 2,679kg                                                                                    | 2,713kg                                                                                    |
| 発動機       | 栄二一型（離昇1,130hp）                                                                    | 栄二一型（離昇1,130hp）                                                                    | 栄二一型（離昇1,130hp）                                                                    |
| プロペラ     | ハミルトン定速3翅 直径3.05m                                                                | ハミルトン定速3翅 直径3.05m                                                                | ハミルトン定速3翅 直径3.05m                                                                |
| 最高速度     | 544.5km/h（高度6,000m）                                                                    | 540.8km/h（高度6,000m）                                                                    | 540.1km/h（高度6,000m）                                                                    |
| 上昇力       | 6,000mまで7分5秒                                                                           | 6,000mまで7分19秒                                                                          | 6,000mまで7分20秒                                                                          |
| 実用上昇限度 | 11,050m                                                                                    | 10,700m                                                                                    | 10,700m                                                                                    |
| 降下制限速度 | 666.7km/h                                                                                  | 629.7km/h                                                                                  | 629.7km/h                                                                                  |
| 燃料搭載量   | 胴体60L+翼内420L (正規) 胴体60L+翼内420L+増槽320L (過荷)                                   | 胴体60L+翼内520L (正規) 胴体60L+翼内520L+増槽320L (過荷)                                   | 胴体60L+翼内520L (正規) 胴体60L+翼内520L+増槽320L (過荷)                                   |
| 航続距離     | 全速30分+巡航1,052km（正規） 全速30分+巡航2,134km (過荷)                                   | 全速30分+巡航1,482km (正規) 全速30分+巡航2,560km (過荷)                                    | 全速30分+巡航1,482km (正規) 全速30分+巡航2,560km (過荷)                                    |
| 武装         | 九九式一号20mm機銃2挺（翼内・携行弾数各100発） 九七式7.7mm機銃2挺（機首・携行弾数各700発） | 九九式一号20mm機銃2挺（翼内・携行弾数各100発） 九七式7.7mm機銃2挺（機首・携行弾数各700発） | 九九式二号20mm機銃2挺（翼内・携行弾数各100発） 九七式7.7mm機銃2挺（機首・携行弾数各700発） |
| 爆装         | 30kg爆弾2発又は60kg爆弾2発                                                                 | 30kg爆弾2発又は60kg爆弾2発                                                                 | 30kg爆弾2発又は60kg爆弾2発                                                                 |

## 零戦五二型系統

### 零戦五二型（A6M5）

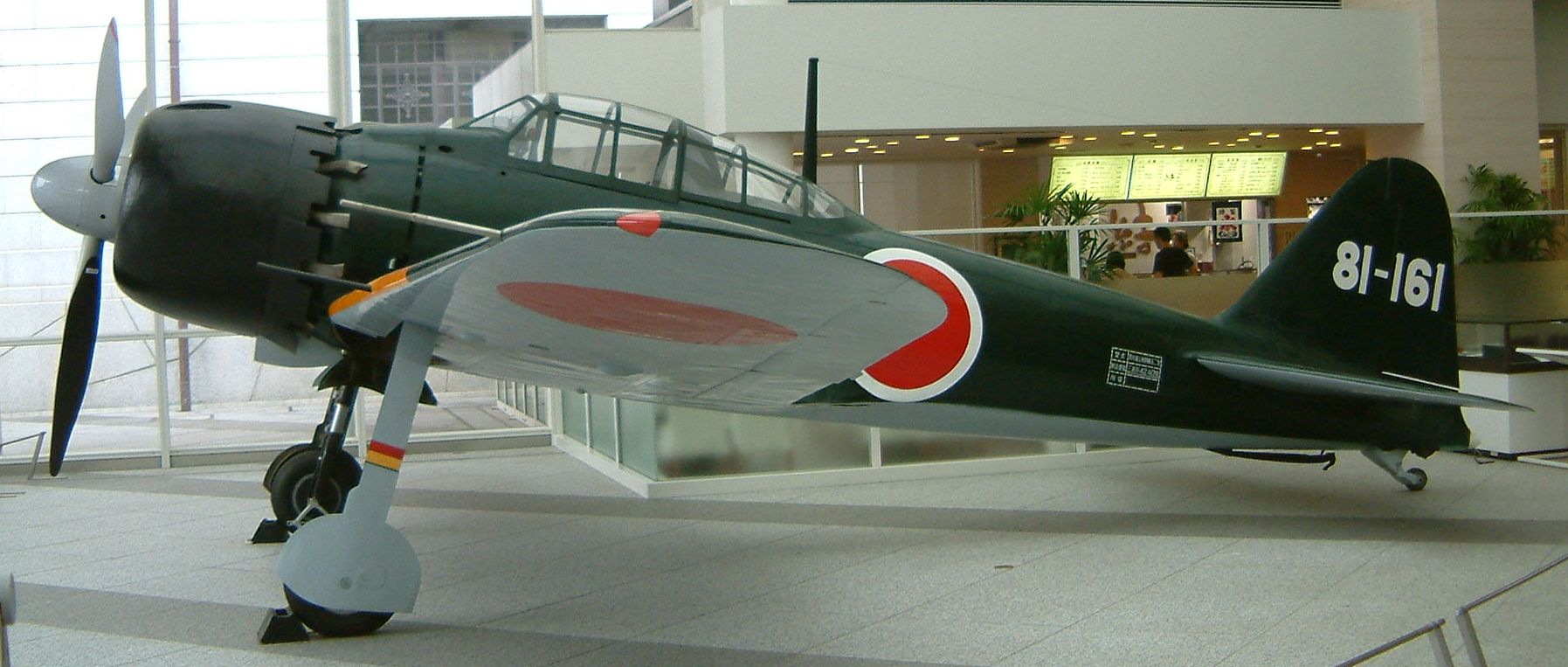
遊就館に展示されている零戦五二型

五二型は二二型の発展型で、折り畳み機構を廃して翼幅を三二型と同じ11mに短縮したものの、二一型や二二型のように円形に整形された翼端を持つ主翼と、エンジン排気による空気の整流・推力増強を狙い排気管を分割して機首部の外形に沿って配置する推力式単排気管が外見上の特徴である。なお五二型は三二型と同一エンジン装備で正規全備重量で200kg近く増加しているにも関わらず、最高速度は約20km/h増加、上昇力も向上しており、推力式単排気管の効果を垣間見ることができる。ただし極初期生産型には推力式単排気管が間に合わず、二二型同様の集合排気管を装備している。単排気管装備後に排気管からの高熱の排気がタイヤや機体外板を痛めることが判明したため、最下部の排気管を切り詰め、残りの排気管口付近に耐熱板を貼り付けるといった対策が施されている。なお、後期生産型では無線機が新型の三式空一号に換装された他、翼内燃料タンクに自動消火装置を装備して防御力を高めている。
三菱では1943年8月から生産が行われ、中島でも1943年12月から転換生産が行われている。一部改修型の甲・乙・丙を含めると、敗戦までに零戦各型でも最多となる約6,000機が生産され、レイテ沖海戦以降は特攻機としても使用された。

### 零戦五二甲型（A6M5a）
五二甲型はドラム給弾式の九九式二号三型20mm機銃をベルト給弾式の九九式二号四型20mm機銃に換装した型である。給弾方式としてベルト式を採用することによって翼内スペースを有効に活用できるようになり、携行弾数はそれまでの100発から125発まで増加した。さらに主翼外板を0.2mm厚くして強度を高めたことで、急降下制限速度は740.8km/hに達した。
三菱では1944年3月から生産が行われ、やや遅れて中島でも転換生産が行われている。

### 零戦五二乙型（A6M5b）
五二乙型は機首右舷の九七式7.7mm機銃を三式13.2mm機銃に換装した型で、高い耐弾性を持つ連合軍機にもある程度対抗できるようにしていた。また前部風防を45mm厚の防弾ガラスとし、座席の後部に8mm防弾鋼板を装備可能としている。

### 零戦五二丙型（A6M5c）

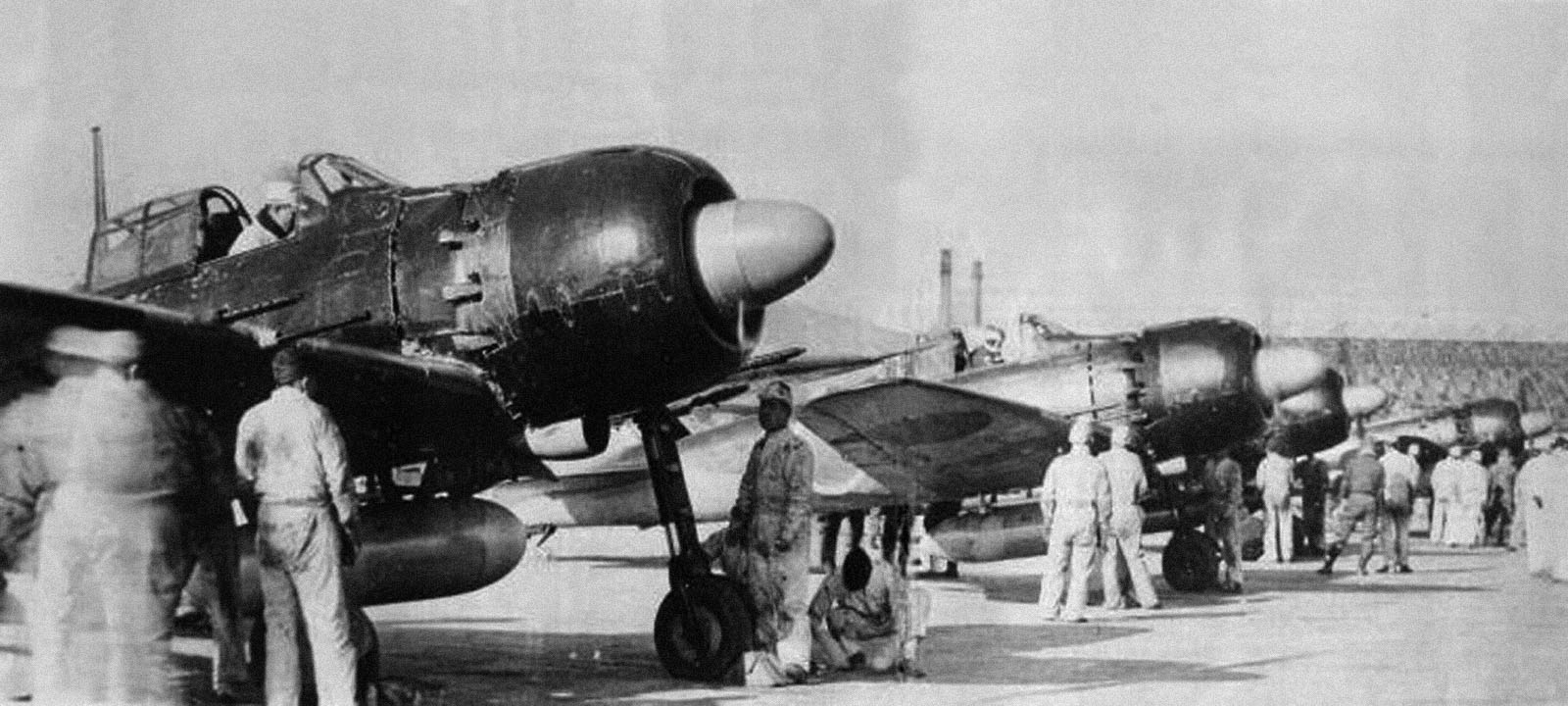
出撃準備中の零戦五二丙型

五二丙型は甲型や乙型の路線を踏襲し、更に武装と防弾装備を強化した型で、武装面では機首左舷の九七式7.7mm機銃を撤去する代わり、両主翼20mm機銃の外翼側に三式13.2mm機銃を1挺ずつ追加して計3挺に増やしており、防弾装備面では座席後部に操縦員頭部保護用の55mm防弾ガラスを追加している。堀越二郎技師の設計陣に余裕がなかったため、零式水上観測機を開発した佐野栄太郎技師の設計陣が改設計に当たっている。
本型式まで速度の低下は差ほど表れなかったが、実際は増加した重量により急降下性能を除く運動性能全般や、上昇力・上昇限度の各数値が五二乙型に比べて低下しており、攻守の強化に重点を置いた代わりに、零戦本来の運動性能を削ぐ型式に成っている。
三菱、中島とも1944年10月から生産を開始している。後に改善されたが、当初三菱から提供された設計図にミスがあったため、初期生産の中島製五二丙型は落下式増槽を装備できなかった。

### 零戦五二型系統の性能諸元
出典: 野沢正著 『日本航空機総集 第一巻 三菱篇』 p.189
| 型名         | 零戦五二型                                                                                 | 零戦五二甲型                                                                               | 零戦五二乙型 | 零戦五二丙型 |
| ------------ | ------------------------------------------------------------------------------------------ | ------------------------------------------------------------------------------------------ | --- | --- |
| 機体略号     | A6M5                                                                                       | A6M5a                                                                                      | A6M5b | A6M5c |
| 全幅         | 11.0m                                                                                      | 11.0m                                                                                      | 11.0m | 11.0m |
| 全長         | 9.121m                                                                                     | 9.121m                                                                                     | 9.121m | 9.121m |
| 全高         | 3.57m                                                                                      | 3.57m                                                                                      | 3.57m | 3.57m |
| 翼面積       | 21.30m²                                                                                    | 21.30m²                                                                                    | 21.30m² | 21.30m² |
| 自重         | 1,876kg                                                                                    | 1,894kg                                                                                    | 1,912kg | 1,970kg |
| 正規全備重量 | 2,733kg                                                                                    | 2,743kg                                                                                    | 2,765kg | 2,955kg |
| 発動機       | 栄二一型（離昇1,130hp）                                                                    | 栄二一型（離昇1,130hp）                                                                    | 栄二一型（離昇1,130hp） | 栄二一型（離昇1,130hp） |
| プロペラ     | ハミルトン定速３翅 直径3.05m                                                               | ハミルトン定速３翅 直径3.05m                                                               | ハミルトン定速３翅 直径3.05m | ハミルトン定速３翅 直径3.05m |
| 最高速度     | 565km/h （高度6,000m）                                                                     | 564.8km/h（高度6,000m）                                                                    | 564.4km/h（高度6,000m） | 560.6km/h（高度6,000m） |
| 上昇力       | 6,000mまで7分1秒                                                                           | 6,000mまで7分1秒                                                                           | 6,000mまで7分1秒 | 5,000mまで5分40秒 |
| 実用上昇限度 | 11,740m                                                                                    | 11,740m                                                                                    | 11,740m | 10,200m |
| 降下制限速度 | 666.7km/h                                                                                  | 740.8km/h                                                                                  | 740.8km/h | 740.8km/h |
| 燃料搭載量   | 胴体60L+翼内430L (正規) 胴体60L+翼内520L+増槽320L (過荷)                                   | 胴体60L+翼内430L (正規) 胴体60L+翼内520L+増槽320L (過荷)                                   | 胴体60L+翼内430L (正規) 胴体60L+翼内520L+増槽320L (過荷)                                                                                  | 胴体60L+翼内430L (正規) 胴体60L+翼内520L+増槽320L (過荷)                                                                                           |
| 航続距離     | 1,920km（正規） 3,360km 又は 全速30分+巡航2,560km (過荷)                                   | 1,920km（正規） 3,360km 又は 全速30分+巡航2,560km (過荷)                                   | 1,920km（正規） 3,360km 又は 全速30分+巡航2,560km (過荷)                                                                                  | 1,920km（正規） 3,360km 又は 全速30分+巡航2,560km (過荷)                                                                                           |
| 武装         | 九九式二号20mm機銃2挺（翼内・携行弾数各100発） 九七式7.7mm機銃2挺（機首・携行弾数各700発） | 九九式二号20mm機銃2挺（翼内・携行弾数各125発） 九七式7.7mm機銃2挺（機首・携行弾数各700発） | 九九式二号20mm機銃2挺（翼内・携行弾数各125発） 三式13.2mm機銃1挺（機首右舷・携行弾数240発） 九七式7.7mm機銃1挺（機首左舷・携行弾数700発） | 九九式二号20mm機銃2挺 （翼内・携行弾数各125発） 三式13.2mm機銃3挺 （機首1挺、翼内2挺・ 携行弾数：機首230発、翼内各240発、 末期には機首武装を廃止） |
| 爆装         | 30kg爆弾2発又は60kg爆弾2発                                                                 | 30kg爆弾2発又は60kg爆弾2発                                                                 | 30kg爆弾2発又は60kg爆弾2発 | 30kg爆弾2発 60kg爆弾2発 30kg小型ロケット弾4発 以上より選択                                                                                         |

## 零戦五三型・五四型系統

### 仮称零戦五三丙型（A6M6c）
五三丙型は五二丙型のエンジンを水メタノール噴射装置付きの栄三一型に換装し、自動防漏式防弾燃料タンクを装備した型である。雷電と紫電の生産遅延を埋める性能向上型零戦として本命視されていたが、栄三一型及び防弾タンクの開発遅延と1944年10月に生起したレイテ沖海戦に対応するため、零戦の生産は既存の五二丙型に集中することになったことから、開発は一時中止された。製造された五三丙型は試作機1機のみ。その後、開発は再開されたものの、量産に移る前に終戦を迎えている。

### 零戦六二型/六三型（A6M7）

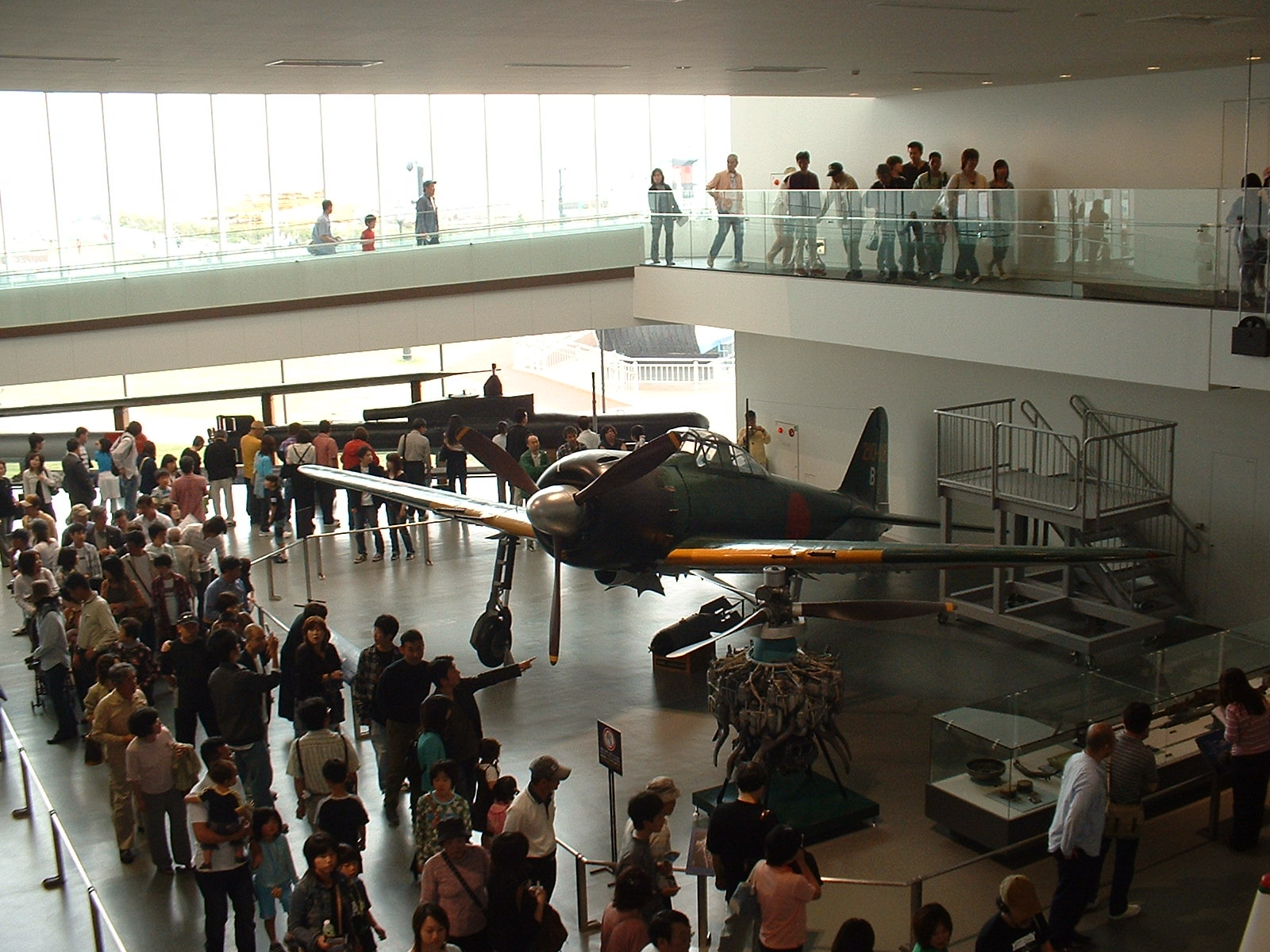
大和ミュージアムに展示されている零戦六二型

六二型/六三型は五二丙型/五三型の胴体下に250kg爆弾の懸吊架（落下増槽懸吊架兼用）を設けた戦闘爆撃機型である。特攻機として使用された機体には500kg爆弾を搭載したものもあった。エンジンには水メタノール噴射装置を備えた栄三一型を装備予定であったが、同エンジンの開発遅延のため水メタノール噴射装置を除いた栄三一甲/乙型を搭載した（五三型を戦闘爆撃機とした栄三一型搭載型が六三型、五二丙型を戦闘爆撃機とした栄三一甲/乙型搭載型が六二型になる）。大型爆弾を搭載しての急降下にも耐えられるように水平尾翼の内部構造強化や胴体下面の外板厚増加も実施されている。六三型は僅かしか生産されていないが、六二型は三菱で158機、中島での生産数は不明だが数百機が生産されたとみられ、本型が零戦の最終量産型となった。

### 零戦五四型/六四型（A6M8）

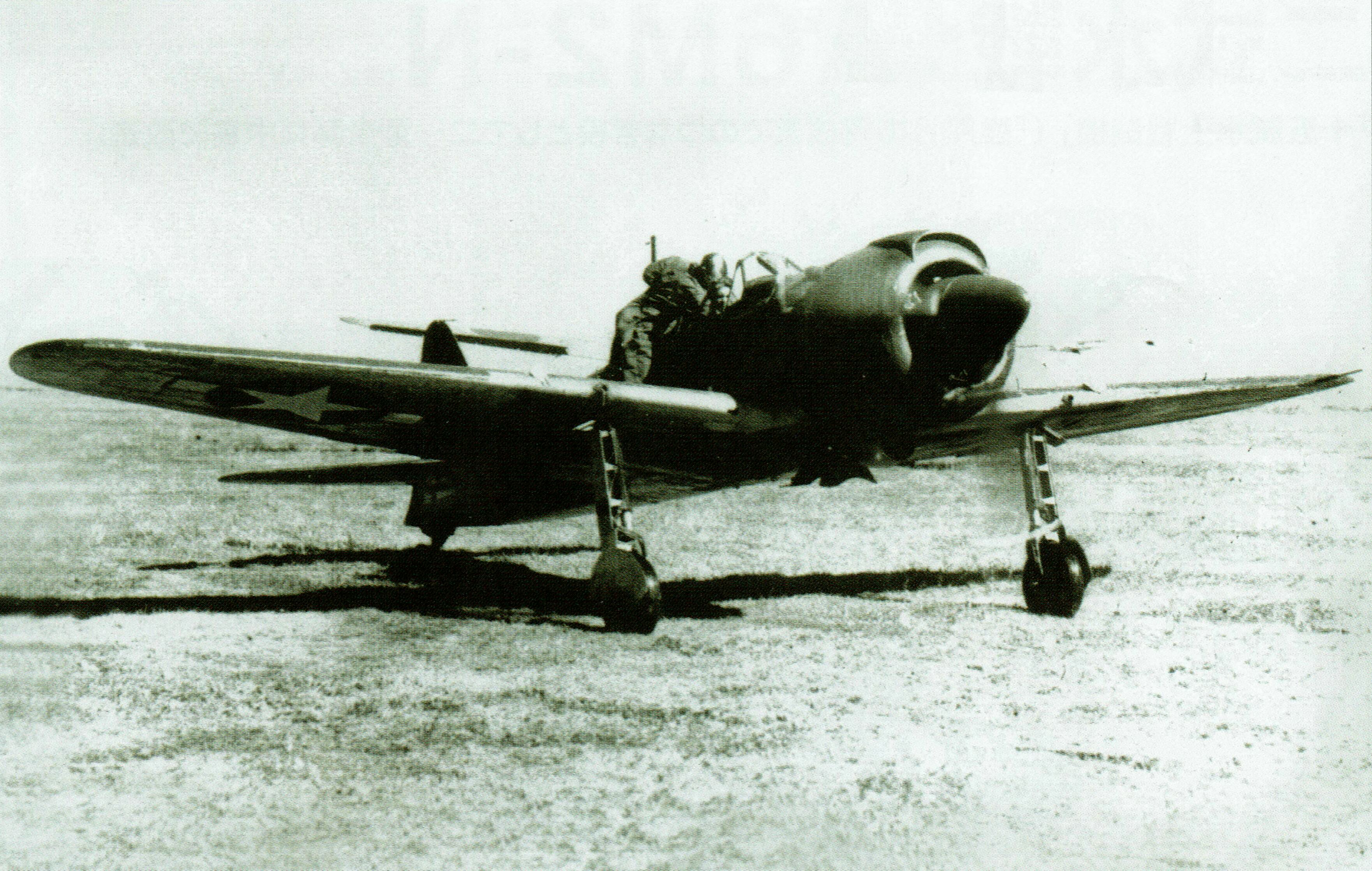
零戦五四型とされる写真

五四型/六四型は五二丙型のエンジンを水メタノール噴射装置付きの三菱製金星六二型（離昇1,560hp）に換装した型である（五四型が試作機、六四型が量産機に付けられた型番である）。栄より大直径である金星搭載のため機首の13.2mm機銃は撤去されている。六四型は六二型/六三型同様、戦闘爆撃機（特攻機）としての運用も前提としていたが、純粋に戦闘機としての要望も強かった。本型式は、このエンジン換装によって本来の運動性能を取り戻したが、試作機完成が終戦直前の1945年（昭和20年）4月だった上にアメリカ軍による空襲で金星六二型の生産ラインが破壊されていたため、完成した五四型試作機2機は、テスト飛行中に終戦を迎えた。1945年（昭和20年）7月から生産を命じられた六四型は、時既に遅く生産中に終戦を迎えた。なお、長らく本機（五四型）の資料は確認されておらず、機首の形状は謎のままであったが、近年写真と図面が発見されている。この写真によると、スピナ及びプロペラは、同型エンジンを搭載する彗星三三型と同じ物を装備している。本型式が零戦の最終型式となった。

#### 金星搭載の経緯
金星搭載は武装・装甲の重量増加によるエンジンの出力不足を補うためではなかったが、実際に速度・運動性能は向上した。ただし、金星搭載案はこれが最初ではなく、公式には過去において（五四型開発時も含めて）3度検討されている。
一度目は、三二型開発当初に栄二一型への換装と共に検討されている。このときは、換装対象が採用前と言うこともあり設計段階で候補から外されている。
二度目は五二型生産開始直後であり、誉の増産の代償として栄の生産縮小が計画されたことから、全ての栄搭載機について金星への換装が検討され、当時生産されていた三菱製五二型と中島製二一型も検討対象になっている。五二型への換装はかなり真剣に検討された（生産終了の近い中島製二一型は栄装備のまま）が、航続距離が20%減少する割に速度が上がらず、翼面荷重も局戦並みに高くなると試算された（金星装備零戦の生産開始まで一年近く必要なことも問題視された）ことから、三菱には零戦を減産させる代わりに既に生産開始されていた雷電を増産させ、中島には十七試艦戦（後の烈風）の実用化まで二一型を生産させた方がよいという理由により、この換装計画も破棄されている。尤も雷電とその代替である紫電・紫電改の生産遅延のため、間もなくこの方針は撤回され、零戦の増産と性能向上型（後の五三型）の開発が命じられている。
三度目の換装計画も、中島に誉の更なる増産を命じる代わりに生産終了する栄の代替として金星が搭載されたという事情があった。この他にも、設計現場で金星換装は幾度か検討されているとの証言もある。

### 零戦五三丙型・五四型系統の性能諸元
| 型名         | 仮称零戦五三丙型 | 零戦六二型 | 零戦六三型 | 零戦五四丙/六四型                                                                                               |
| ------------ | --- | --- | --- | --- |
| 機体略号     | A6M6 | A6M7 | A6M7 | A6M8 |
| 全幅         | 11.0m | 11.0m | 11.0m | 11.0m |
| 全長         | 9.121m | 9.121m | 9.121m | 9.237m |
| 全高         | 3.57m | 3.57m | 3.57m | 3.57m |
| 翼面積       | 21.30m² | 21.30m² | 21.30m² | 21.30m² |
| 自重         | 2,145kg | 2,055kg | 2,155kg | 2,150kg |
| 正規全備重量 | 3,145kg | 3,040kg | 3,155kg | 3,150kg |
| 発動機       | 栄三一型（離昇1,300hp予定） | 栄三一甲型/乙（離昇1,210hp） | 栄三一型（離昇1,300hp予定） | 金星六二型（離昇1,560hp）                                                                                       |
| 最高速度     | 580km/h（試算）（高度6,400m）                                                                                                   | 563km/h（高度6,400m） | 580km/h（試算）（高度6,400m）                                                                                                   | 572.3km/h（高度6,000m）                                                                                         |
| 上昇力       | 8,000mまで9分53秒 | 6,000mまで7分58秒 | 6,000mまで7分35秒 | 6,000mまで6分50秒                                                                                               |
| 実用上昇限度 | 10,300m | 10,180m | 10,300m | 11,200m |
| 降下制限速度 | 740.8km/h | 740.8km/h | 740.8km/h | 740.8km/h |
| 燃料搭載量   | 翼内:ガソリン510L+胴体:水メタノール140L (正規) 翼内:ガソリン510L+胴体:水メタノール140L+増槽:ガソリン300L (過荷)                 | 翼内:ガソリン510L+胴体:水メタノール140L (正規) 翼内:ガソリン510L+胴体:水メタノール140L+増槽:ガソリン300L (過荷)                 | 翼内:ガソリン510L+胴体:水メタノール140L (正規) 翼内:ガソリン510L+胴体:水メタノール140L+増槽:ガソリン300L (過荷)                 | 翼内:ガソリン510L+胴体:水メタノール140L (正規) 翼内:ガソリン510L+胴体:水メタノール140L+増槽:ガソリン300L (過荷) |
| 航続距離     | 1,520km (正規)/全速30分+2,190km (過荷)                                                                                          | 1,520km (正規)/全速30分+2,190km (過荷)                                                                                          | 1,520km (正規)/全速30分+2,190km (過荷)                                                                                          | 850km（正規）/全速30分+1200km（増槽あり）                                                                       |
| 武装         | 九九式二号20mm機銃2挺（翼内・携行弾数各125発） 三式13.2mm機銃3挺（機首1挺、翼内2挺・携行弾数各240発、末期には機首武装を外した） | 九九式二号20mm機銃2挺（翼内・携行弾数各125発） 三式13.2mm機銃3挺（機首1挺、翼内2挺・携行弾数各240発、末期には機首武装を外した） | 九九式二号20mm機銃2挺（翼内・携行弾数各125発） 三式13.2mm機銃3挺（機首1挺、翼内2挺・携行弾数各240発、末期には機首武装を外した） | 九九式二号20mm機銃2挺（翼内・携行弾数各125発） 三式13.2mm機銃2挺（翼内・携行弾数各240発）                       |
| 爆装         | 30kg爆弾2発 60kg爆弾2発 30kg小型ロケット弾4発 以上より選択                                                                      | 60kg爆弾2発 250kg爆弾1発 500kg爆弾1発 以上より選択                                                                              | 60kg爆弾2発 250kg爆弾1発 500kg爆弾1発 以上より選択                                                                              | 250kg爆弾1発 500kg爆弾1発 30kg小型ロケット弾4発 以上より選択                                                    |

## 零式練習戦闘機
零戦の練習機型として、二一型を複座に改装した零式練習戦闘機一一型（A6M2-K）と五二型を同じく複座に改装した零式練習戦闘機二二型（A6M5-K）が存在していた。生産は日立や海軍の航空廠が担当し、日立生産分は273機だった。

## 二式水上戦闘機

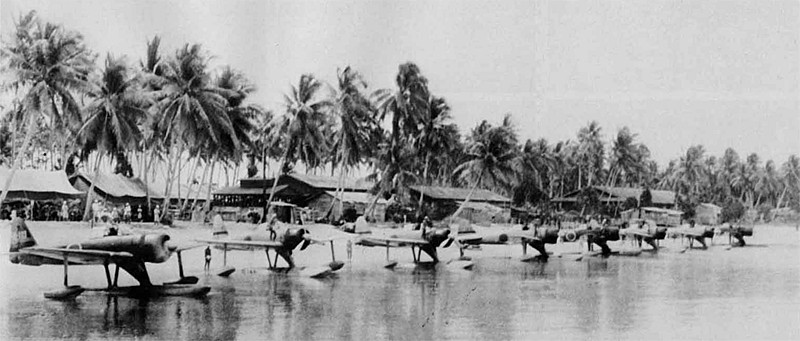
浜辺に駐機中の二式水上戦闘機

二式水上戦闘機は中島で一一型を基に開発されたフロートを有する水上機である。海上での小回りの良さから太平洋戦争前半に島嶼部での偵察・連絡・戦闘・輸送船攻撃などの任務で活躍した。生産は中島が行い、総生産数は327機。なお戦後仏領インドシナに進出したフランス軍は遺棄された本機を修理して運用している。

## 零夜戦
零戦の操縦席後部または胴体左舷に九九式二号四型20mm斜銃1挺を搭載して夜間戦闘機に改修された機体が少数存在しており、通称「零夜戦」と呼ばれた。改造されたのは五二型が多く、それらにはA6M5d-Sの略号が与えられた。夜間戦闘機ではあったものの、厚木の第三〇二海軍航空隊ではB-29やアメリカ海軍の艦載機の昼間迎撃にも使用された。

## ラバウルで使用された改造機

### 二式30mm機銃装備機
防弾装備に優れたアメリカ軍機（主にB-17等の大型爆撃機）に対抗するため、主翼の20mm機銃を仮称二式30mm機銃（携行弾数各42発）に換装した機体がラバウルにおいて実戦投入された。三二型3機に搭載されたと伝えられ、その大威力は現地部隊から高く評価されたが、二式30mm機銃を生産するには生産工場が同じ九九式20mm機銃の生産数を減らさなければならないことと、より高性能の五式30mm機銃の開発が進んでいたため、50挺という少数生産に終わった。同機銃は後に雷電の一部に装備されB-29迎撃で戦果を上げた。

### 複座改造機

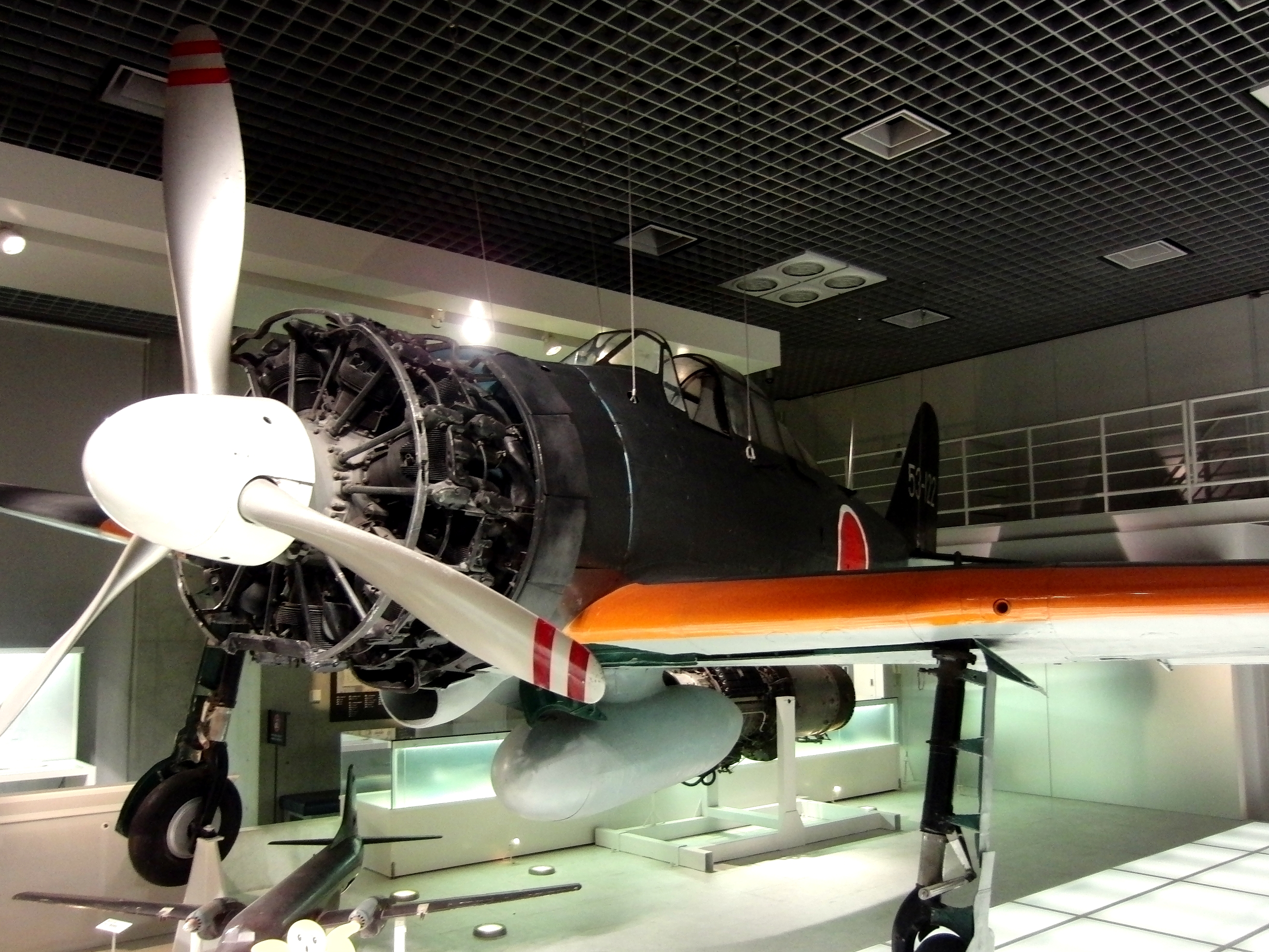
カウルを取り外された状態で国立科学博物館にて展示されていた当時の複座改造二一型

ラバウルには大破した複数の零戦から使える部品をかき集めて再生した複座の改造機が存在した。零式練習戦闘機とは別物で、1944年にラバウルから戦闘機隊が撤退した後、ラバウル工廠が機体番号53-122の二一型を基に1機のみ完成させている。アドミラルティ諸島の飛行場爆撃や、後に後席にカメラを搭載して偵察を行った。その後撃墜されたが1975年に海中から引き揚げられ、復元ののち2020年7月まで国立科学博物館に展示されていたが、機体再修復ののち、2024年2月11日より科博分館として開設された、科博廣澤航空博物館にて展示されている。

## その他の派生型
資料はほとんどないが、試作機や計画が存在したとされている派生型を以下に列挙する。
- 陸上基地での運用を前提に二二型の翼端折り畳み機構と着艦フックを廃止した零戦一二型。雑誌『丸』などに存在説が掲載されたことがある[12]。
- 零戦二一型の20mm機銃をベルト給弾式の九九式20mm機銃四型に変更した零戦四一型。計画のみ[12]。
- 二二型の主翼および補助翼を後の五二型に準じた形へ改修した零戦四二型。五二型の試作機と推測される。1943年に1機試作[13]。
- 三二型に排気タービン過給器を搭載して高高度性能の改善を図った型。海軍の命名規則に従えば三三型とされたはずである[14]。
- 零戦六二型の艤装などを簡易化した特攻専用機。計画のみ[15]。

また、第二次世界大戦後に飛行可能な状態まで復元された零戦の中には、二一型や三二型、二二型のエンジンをP&W R-1830に換装した機体が存在する（詳細は零式艦上戦闘機#現存する機体を参照）。